# Tommy Aaron
Cet article est à propos du golfeur. Pour le joueur de baseball, voir Tommie Aaron (en) ; pour les autres personnes portant ce patronyme, voir Aaron.
Thomas Dean « Tommy » Aaron (né le 22 février 1937 à Gainesville, dans l'État de Géorgie) est un golfeur professionnel américain qui est surtout connu pour avoir remporté l'édition de 1973 du Masters de golf.